# Sadovský potok
Sadovský potok je malý vodní tok v okrese Karlovy Vary. Je dlouhý 6 km, plocha jeho povodí měří 15 km² a průměrný průtok v ústí je 0,12 m³/s. Pramení jižně od Ruprechtova v nadmořské výšce 480 metrů. Teče směrem na severovýchod a již po jednom kilometru napájí Velký rybník u stejnojmenné vesnice. Z rybníka vytéká k jihovýchodu, proteče Sadovem a jižně od něj se v nadmořské výšce 385 metrů vlévá zleva do Vitického potoka. Celý tok vede oblastí Sokolovské pánve.